# Universal Description, Discovery and Integration
Universal Description, Discovery and Integration (UDDI) ist ein Standard aus dem Bereich der serviceorientierten Architektur (SOA). Er definiert einen Verzeichnisdienst, mit dessen Hilfe Webservices zentral registriert und auffindbar gemacht werden. Ziel war es, die automatische Suche und Integration von Webservices in dynamischen IT-Umgebungen zu ermöglichen. Ende 2005 kündigten die größten Unterstützer von UDDI – IBM, Microsoft und SAP – an, ihren UDDI-Verzeichnisdienst UBR (UDDI Business Registry) abzuschalten, was vielerorts als das Ende von UDDI gedeutet wurde.

## Aufbau
Der Verzeichnisdienst besitzt eine SOAP-Schnittstelle. Er enthält Unternehmen, ihre Daten und ihre in Form von Webservices angebotenen Dienste. UDDI unterscheidet zwischen drei Arten von Informationen: Den „White Pages“, einer Art Telefonbuch, den „Yellow Pages“ als elektronische Entsprechung der gelben Seiten und den Schnittstellenbeschreibungen in den sogenannten „Green Pages“.

### White Pages
Die White Pages (Basisinformationen) funktionieren ähnlich wie ein Telefonbuch (daher der englische Begriff „White Pages“) und geben Auskunft über die Identität des Serviceanbieters. Dazu gehören Informationen über das Geschäftsfeld, Kontaktdaten eines Ansprechpartners und eine weltweit eindeutige Unternehmenskennzahl, die nach dem Data Universal Numbering System vergeben wird (sogenannte D-U-N-S-Nummer). Diese wird von der US-amerikanischen Wirtschaftsauskunftei Dun & Bradstreet kostenlos ausgestellt.

### Yellow Pages
Die Yellow Pages (Servicekategorisierung) des Webservices vom in den Basisinformationen identifizierten Anbieter werden nach verschiedenen Klassifikationsschemata hinsichtlich ihres Zweckes eingeordnet. Dies ist nötig, um leicht die passenden Services zu finden. Wegen dieser Zweckgebundenheit spricht man von einem „Branchenverzeichnis“, den „Gelben Seiten“. Die Klassifikation der Services erfolgt anhand internationaler Standards wie UNSPSC.

### Green Pages
In diesem Bereich werden die Schnittstellenbeschreibungen eines Webservices vorgehalten. Im sogenannten tModel werden Informationen über diese Beschreibungen gespeichert. Um die Passfähigkeit von Anbieter und potenziellem Nutzer eines Webservices zu überprüfen, werden diese Beschreibungen gegeneinander abgeglichen. Dieser Bereich wird Green Pages genannt.

## Datenmodell
Das Datenmodell beschreibt die Zusammenhänge zwischen Unternehmen, deren Diensten und Schnittstellen. Durch categoryBag, identifierBag und tModel können Dienste gefunden werden, die bestimmte Anforderungen erfüllen. 
- Hauptbestandteile:
  - businessEntity enthält Informationen (Metadaten) über den Anbieter (z. B. Unternehmen, Name, Beschreibung) und eine Auflistung über die angebotenen Dienste (aus XML-Sicht das Wurzelelement)
  - businessService beschreibt allgemein eine Serviceklasse (Metadaten über den Dienst), repräsentiert eine logische Dienst-Klassifikation und ist Kindelement einer businessEntity-Struktur
  - bindingTemplate beschreibt technische Eigenschaften des Services
  - publisherAssertion beschreibt die Beziehung zwischen den Parteien
  - tModell referenziert auf technische Anforderungen und speichert anhand generischer Daten
- Beschreibungsbestandteile:
  - categoryBag beschreibt die Kategorisierung
  - identifierBag
- Spezifikationselement:
  - tModel enthält technische Spezifikation des Dienstes (z. B. Datenformat und Übertragungsprotokoll)